# Emmanuel Faber
Emmanuel Faber (Grenoble, 22 de janeiro de 1964) é um empresário francês.
Ele é presidente eleito do International Sustainability Standards Board.

## Profissão
Faber passou parte de sua infância em Saint-Bonnet-en-Champsaur. Depois de se formar na Gap High School em 1980, ele se formou na HEC Paris. Conseguiu seu primeiro emprego em 1986 na consultoria de gestão Bain & Company, depois mudou-se para o Barings Bank e de lá para a Legris Industries. Na Legris Industries, foi nomeado CEO em 1996.
Um ano depois começou a trabalhar na empresa de alimentos Danone. Juntamente com o vencedor do Prémio Nobel Muhammad Yunus, fundou, entre outras coisas, a empresa social Grameen Danone Foods no Bangladesh. Juntamente com Martin Hirsch, atuou nos projetos Emaús administrados pelo falecido padre capuchinho Abbé Pierre. Em outubro de 2014, tornou-se CEO da Danone, sucedendo Franck Riboud, mas perdeu o cargo após semanas de discussões na reunião do conselho fiscal em 14 de março de 2021, após ter renunciado ao cargo de presidente do conselho em 1º de março de 2021. Seu sucessor será Gilles Schnepp.
Ele é pai de três filhos.